# Schroederichthys saurisqualus
Schroederichthys saurisqualus  (лат.) — недавно описанный вид рода пятнистых кошачьих акул (Schroederichthys) семейства кошачьих акул (Scyliorhinidae). Обитает в юго-западной части Атлантического океана. Максимальный размер 67 см.

## Таксономия
Впервые вид был описан в 2001 году в журнале «Mare Magnum». Голотип представляет собой взрослого самца длиной 58,2 см, пойманного в 1996 году у берегов штата Санта Катарина, Бразилия, на глубине 122—130 м.

## Ареал и среда обитания
Ареал этих акул представляет собой ограниченную зону длиной 600 км у берегов Бразилии. Schroederichthys saurisqualus встречается в верхней части материкового склона на глубине 250—500 м, изредка на внешнем крае континентального шельфа.

## Описание
Максимальный размер 67 см. Тело этих акул покрыто белыми пятнышками. Расстояние между спинными плавниками составляет 20,7—22,3 %, а между брюшными анальным плавниками 19,2—20,8 % от общей длины тела. Плакоидные чешуйки имеют закруглённую форму. Количество позвонков 120.

## Биология
Этот вид размножается, откладывая яйца. Самки откладывают яйца на коралловых рифах (в 2001 году в сети траулеров на глубине 301 м на рифе, образованном полипом Dophelia pertusa, попались беременные самки, однако, в 2002 году риф исчез, а с ним пропали и Schroederichthys saurisqualus. Самки достигают половой зрелости при длине 55 см.

## Взаимодействие с человеком
Опасности для человека не представляет. Коммерческой ценности не имеет. Рифовые кораллы, на которых самки этих акул откладывают яйца, встречаются очень редко и имеют малые размеры. Их разрушают рыболовецкие сети, при том, что они восстанавливаются крайне медленно при температуре 5 °C, что негативно сказывается на популяции Schroederichthys saurisqualus. Международный союз охраны природы оценил статус сохранности данного вида как «Уязвимый».